# Maeve Sherlock, Baroness Sherlock

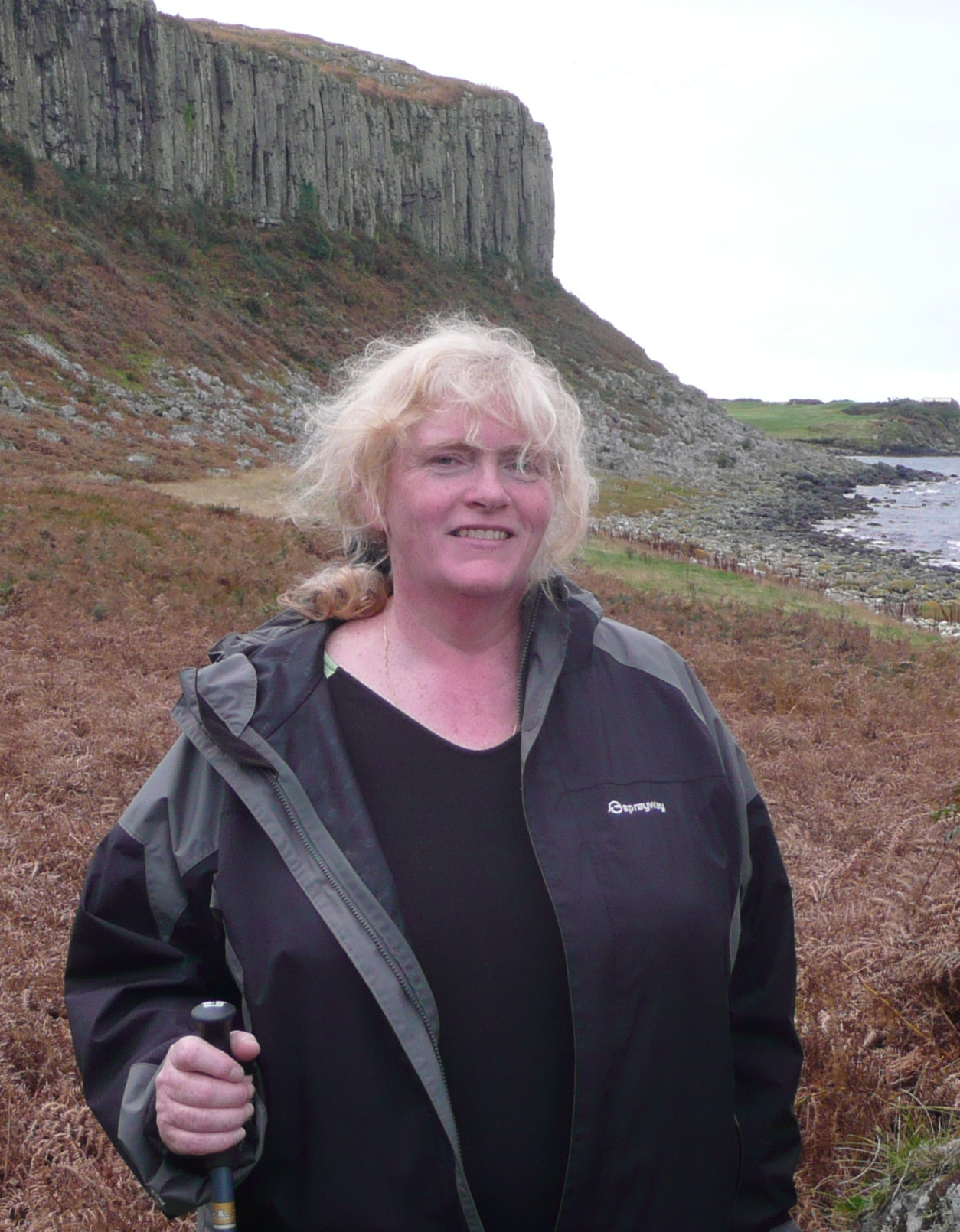
Maeve Sherlock auf der Isle of Arran

Maeve Christina Mary Sherlock, Baroness Sherlock OBE (* 10. November 1960) ist eine britische Politikerin der Labour Party und Life Peer.

## Ausbildung
Maeve Sherlock besuchte Our Lady’s Sermon School in Abingdon (Oxfordshire). 1984 schloss sie ihr Studium an der University of Liverpool mit einem Bachelor ab. An der Open University erhielt sie 1997 den Grad eines Master of Business Administration.

## Berufliche Laufbahn
Von 1985 bis 1990 nahm Maeve Sherlock verschiedene Aufgaben bei der National Union of Students wahr. Anschließend war sie bis 1997 Chief Executive (Vorsitzende) des Council for International Education (UKCOSA). Danach führte sie bis 2000 den National Council for One Parent Families als Chief Executive. Im Zeitraum 2000–2003 war Maeve Sherlock Beraterin (Adviser) des Schatzkanzlers Gordon Brown. Ab 2003 leitete sie den Refugee Council.
Daneben war Sherlock 1996 bis 1998 Mitglied des Verwaltungsrats der Sheffield Hallam University sowie 1998 bis 2000 Kurator des National Family and Parenting Institute.

## Auszeichnungen
Im Jahr 2000 wurde Maeve Sherlock zum Officer of the Order of the British Empire (OBE) ernannt. 2004 wurde sie in den Demos Think Tank berufen.
Am 17. Juni 2010 wurde sie als Baroness Sherlock, of Durham in the County of Durham, zum Peer auf Lebenszeit ernannt. Am 5. Juli 2010 wurde sie ins House of Lords eingeführt.